# Kalba (ciutat)
Kalba (àrab: كلباء, Kalbāʾ) és una ciutat dels Emirats Àrabs Units, capital de la dependència o enclavament de Kalba, a la costa del golf d'Oman, al sud-est dels Emirats.
La ciutat avui dia és un lloc residencial que encara conserva una part del seu passat de port pesquer; s'estén des d'uns 4 km al sud de la ciutat de Fujairah fins al khor de Kalba en una distància d'uns 10 km al llarg de la costa (però amb una profunditat reduïda sempre respectant la frontera amb Fujairah); està regada pel uadi Shaarah i està formada per diverses zones com: al nord el barri de Sur Kalba (regada pel uadi Sur i on és el port); al sud, Hayat; i a l'oest Tarif Kalba; modernament la ciutat ha crescut en direcció al sud cap al uadi Hamad i la petita sabkha de Kalba (avui desapareguda) per enllaçar uns 3 o 4 km al sud amb la ciutat de Khor Kalba, avui de fet un suburbi de la mateixa conurbació.
L'edifici principal de la vila és l'antiga residencia o palau del xeic Said ben Hamad al-Qasimi a la vora de la mar, restaurada recentment, i el fortí (avui useu) anomenat Hisn Kalba, construït fa entre 150 i 200 anys, i molt proper al palau, on s'han iniciat estudis arqueològics. Té també diversos establiments moderns com l'hospital, escoles, policia i edificis administratius i comercials, incloent un Hotel (l'hotel Marina) el principal de la ciutat.

## Enclavament de Kalba
El modern enclavament de Kalba està format per una franja costanera de 15 km de nord a sud i d'una amplada d'entre 4 i 5 km; a l'arribar a la frontera d'Oman el territori segueix el límit d'aquesta frontera en direcció cap a l'interior en una llargada (d'est a oest) d'uns 15 km i una amplada de 2 o 3 km fins als darrers 2 km que torna a seguir les muntanyes de sud a nord en una distància d'uns 12 km i una amplada d'entre 3 i 8 km. La franja territorial del sud s'inicia al final del khor de Kalba i va en direcció a l'oest, per fer un gir de 160 graus a l'altura d'Al-Ain al Ghumur, ciutat a uns 2 o 3 km de la frontera que pertany en la seva major part a Fujairah excepte unes quantes cases que són en territori de Xarjah; llavors segueix en direcció sud fins al wadi al-Hulw, on hi ha la vila de Wahala, que al costat nord del riu té algunes cases que pertanyen a Xarjah junt amb el llogaret de Samah i a l'altre costat hi ha la vila que és un lloc fronterer omanita. La frontera arriba a l'oest fins al uadi Umm al-Ghat que ja pertany a Ras al-Khaimah (districte de Huwaylat) i el territori de l'enclavament de Kalba puja llavors cap al nord eixamplant-se progressivament; es troba llavors la vila de Mihazif, a l'oest de la qual és territori de Ras al-Khaimah que queda separada d'aquest emirat pel Wadi Mutheiq (a l'altre costat del qual hi ha la vila de Fayadah); tot seguit es troba el llogaret de Dababihah. Més al nord les viles existents són a l'altre costat (oest) del riu i pertanyen a Ras al-Khaimah com Harrah i altres menors, però més amunt (més al nord) es troben tres llogarets més que pertanyen a Xarjah a la vora del Wadi Hulw, afluent del Wadi Mutheiq, que són de sud a nord: Falaj, Maskunah, Zarub, al peu del Djabal Quitab de 1029 metres (a l'est del qual és territori de Fujairah), i més al nord encara Mazdiyah la darrera població de Xarjah, al peu del Djbal Hayl de 979 metres, més enllà del qual al nord i est, és territori de Fujairah.

## Emirat de Kalba
Kalba fou un dels emirats del Trucial Oman o Costa dels Pirates, que rebé el nom de la capital.
L'antic emirat tenia les fronteres imprecises però bàsicament ocupava una franja d'uns 15 km entre Oman i Fujairah, que al sud s'estenia cap a l'interior abraçant diverses viles de la muntanya mentre la zona central (entre la costa i les viles de muntanya) pertanyia difusament al xeic de Fujairah encara que la manca d'habitants no la feia important.
Kalba fou possessió portuguesa del 1507 al 1623, i després va pertànyer als imans d'Oman. El 1737 fou ocupada pels perses però fou evacuada el 1743. Va romandre en mans nominalment dels imans i de fet en mans de tribus àrabs, fins que fou ocupada pels Qawasimi vers el 1775. Els Qawasimi hi van nomenar un xeic delegat no més tard del 1871. El 1903, després que Ras al-Khaimah va passar a Xarjah i el xeic de Fujairah es va independitzar, l'hakim o delegat igualment es va proclamar independent i fou reconegut pels britànics el 8 de desembre de 1936 quan va signar els tractats existentes, especialments els Exclusive Agreements (Acords Exclusius) de 1892. Finalment el 1952 va reconèixer la sobirania del xeic de Xarjah. Els anys seixanta Xarjah i Fujeirah (a tocar de la qual estan els enclavaments de Xarjah) van planejar una federació que mai es va concretar.
Els emirs de Kalba foren:
- Xeic Majid ben Sultan al-Qasimi 1871-1900 (hakim)
- Xeic Hamad ben Majid al-Qasimi 1900-1903 (hakim)
- Xeic Said ben Hamad al-Qasimi 1903-30 d'abril de 1937
- Xeic Hamad ben Said al-Qasimi 30 d'abril de 1937-1951
- Xeic Saqr ben Sultan al-Qasimi 1951-1952

La bandera de Kalba fou la mateixa bandera utilitzada pels Qawasimi arreu: vermella amb les quatre vores blanques.